# Gorzewo (Sierpc)
Pour les articles homonymes, voir Gorzewo.
Gorzewo (prononciation : [ɡɔˈʐɛvɔ]) est un village polonais de la gmina de Sierpc dans le powiat de Sierpc de la voïvodie de Mazovie dans le centre-est de la Pologne.
Le village comptait approximativement une population de 310 habitants en 2006.

## Histoire
De 1975 à 1998, le village appartenait administrativement à la voïvodie de Płock.

Depuis 1999, il appartient administrativement à la voïvodie de Mazovie